# Bâtiment de l'école élémentaire de Gornji Breg
Le bâtiment de l'école élémentaire de Gornji Breg (en serbe cyrillique : Зграда школе у Горњем Брегу ; en serbe latin : Zgrada škole u Gornjem Bregu) est située à Gornji Breg, dans la province de Voïvodine, dans la municipalité de Senta et dans le district du Banat septentrional, en Serbie. Il est inscrit sur la liste des monuments culturels de grande importance de la république de Serbie (identifiant no SK 1236).
L'école est également connue sous le nom d'« école élémentaire de la région d'Ada » (osnovna škola u ataru Ada).

## Présentation
Le bâtiment de l'école, dite « au sept fenêtres » (en serbe : sa sedam prozora), doit son surnom aux fenêtres qui s'ouvrent sur la façade latérale. L'école est l'un des six établissements scolaires construits dans le secteur d'Ada par une décision du conseil municipal de Senta en 1883 et elle a ouvert ses portes en 1885. De cet ensemble de six, elle constitue la seule restée en fonction après la fermeture des autres établissements. Les travaux de construction de l'édifice ont été confiés à l'entrepreneur István Gründbek.
Le bâtiment est constitué d'une salle de classe et de logements pour les enseignants. L'architecture rurale y a été adaptée aux besoins d'un établissement scolaire public : l'école est construite en boue séchée avec un toit à quatre pans qui, à l'origine, était recouvert de bardeaux. Les murs sont ouverts de fenêtres de style néo-classique.
Jusqu'à nos jours, l'ensemble n'a pas subi de modification, à l'exception du toit qui a été couvert de tuiles en 1895. La clôture de briques d'origine est en partie préservée.
L'école abrite encore une vingtaine de vieux bancs ; en revanche, le matériel éducatif est aujourd'hui conservé au musée de Senta.